# Des Vetters Eckfenster

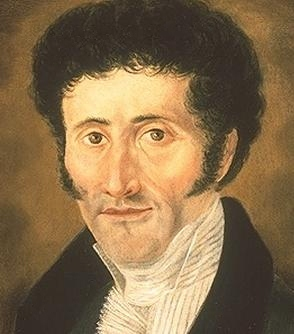
E. T. A. Hoffmann

Des Vetters Eckfenster ist eine Erzählung von E. T. A. Hoffmann, die vom 23. April bis 4. Mai 1822 in Symanskis Blatt „Der Zuschauer. Zeitblatt für Belehrung und Aufheiterung“ erschien.

## Inhalt
Die Erzählung steht unter dem an ihrem Anfang und Ende zitierten Horaz-Spruch: „Es wird, wenn es auch jetzt schlecht steht, doch einmal nicht mehr so sein.“
Der Ich-Erzähler besucht seinen kranken Vetter, einen Schriftsteller, in seiner Wohnung am Gendarmenmarkt in Berlin. Dieser hat „durch eine hartnäckige Krankheit den Gebrauch seiner Füße gänzlich verloren“ und kann seine Wohnung nicht mehr verlassen, doch von seinem Eckfenster aus überblickt er den „Theaterplatz“ und beobachtet das Treiben unterm Fenster. An diesem Markttag regt er seinen Gast an, sich an diesem Spiel zu beteiligen: Die Vettern stellen sich, angeregt durch die Gestik, die Gespräche der Marktfrauen und ihrer Kundinnen und Kunden vor und erweitern diese Dialoge in Verbindung mit der aufwändigen oder einfachen Kleidung der Personen zu phantasievollen Geschichten über deren Identität. An diesen Beispielen demonstriert der Schriftsteller das Verhältnis der Beobachtung über die Phantasie zur Literatur und bringt seinem jungen Besucher die „Kunst zu schauen“, eine der Grundlagen der Schriftstellerei, nahe. Er erzählt dem Gast auch von einem Gespräch mit einer jungen Marktfrau, die er beim Lesen eines seiner Bücher beobachtet hat. Als er sich ihr stolz als der Autor des Werkes vorstellte, war ihre Reaktion für ihn ernüchternd, denn sie interessierte sich allein für die Romanhandlung und ihre Figuren und nicht für die literarische Produktion und deren Schöpfer.

## Interpretationsansätze

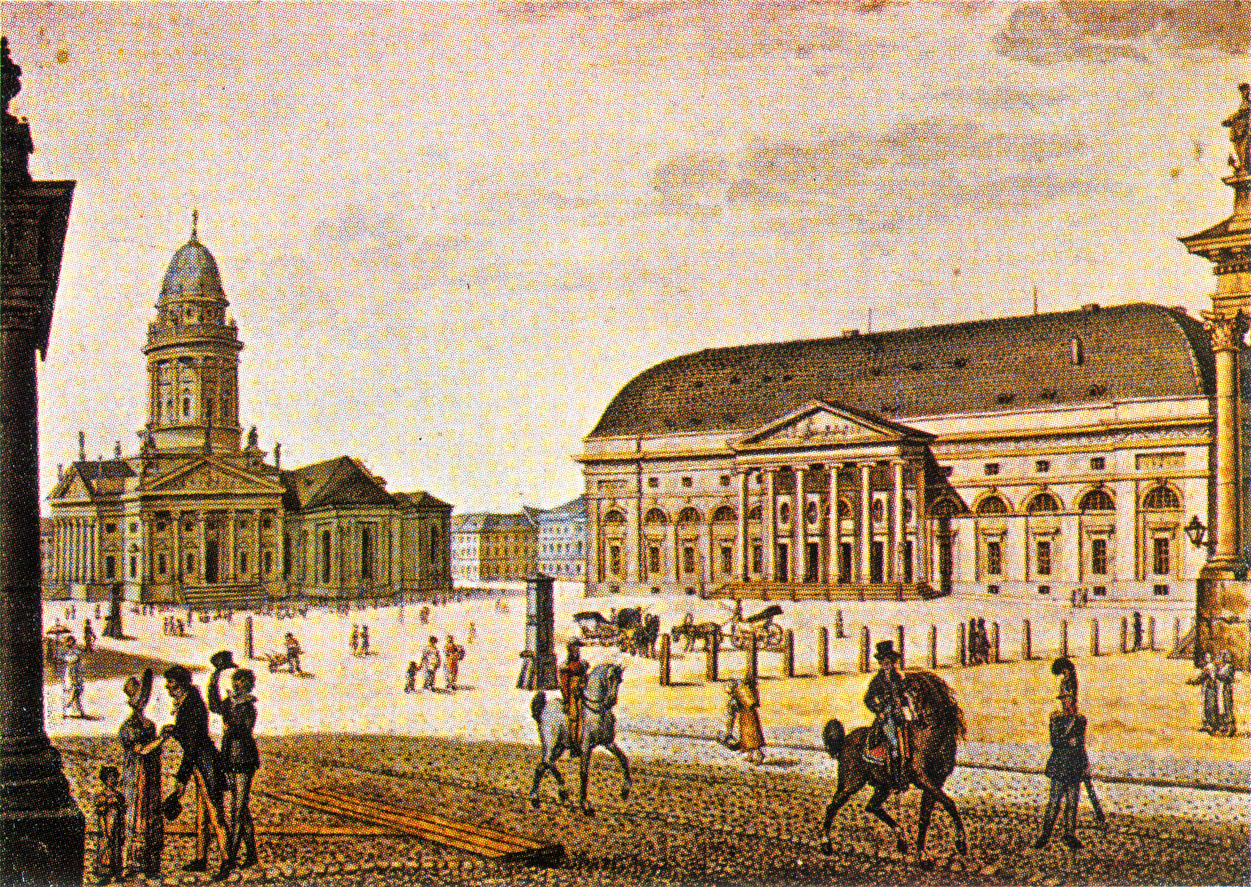
Berlin: Gendarmenmarkt um 1815

- E.T.A. Hoffmann ließ sich von einem Werk des Schriftstellers Karl Friedrich Kretschmann anregen. In „Scarron am Fenster“ sitzt der französische Autor Paul Scarron gelähmt – genauso wie der Vetter – am Fenster und porträtiert humorvoll die Passanten.[4]
- Der Besucher geht bei dem kranken Schriftsteller am Eckfenster „in die Schule des Lebens“.[5]
- Das Domizil des kranken Vetters stimmt mit der Lage von E.T.A. Hoffmans Wohnung im Eckhaus Taubenstraße 31/Charlottenstraße 56 überein. Vom Fenster aus blickt man auf den Gendarmenmarkt und das Schauspielhaus. Hier diktierte der gelähmte, todkranke Autor die am 14. April 1822,[6] zwei Monate vor seinem Tod, vollendete Erzählung.[7] „Nicht zu Unrecht hat man oft auf die autobiographischen Details verwiesen, in denen sich dem Leser der todkranke Dichter zu erkennen gebe, doch entspricht diesen autobiographischen Einzelheiten eine autobiographische Struktureinheit“: das Prinzip, „die Darstellung des Lebens unter dem Aspekt der Todesnähe als Gleichnis für das Leben selbst zu verstehen“.[8]
- In ihrem Buch über Novellen-Theorie nimmt Hannelore Schlaffer[9] den Text als Exempel für die sogenannte physiologische Novelle. Gemeint ist die Gabe des Autors zum geglückten Herausgreifen eines beschreibungswürdigen Individuums aus der Menschenmenge.